# Басси, Джованна
Джованна Басси (итал. Giovanna Bassi, 1762—1834) — итальянская балерина, примадонна балета в густавианский период шведского театра.

## Биография
Джованна Басси родилась в Италии в 1792 году. Она была дочерью итальянской балерины Анжелы Басси, и архитектор Карло Бассии приходился ей братом.
Джованна училась танцу у французского танцовщика Жана Доберваля и впервые выступила в Париже.
В 1783 году она была принята в Королевский балет Швеции в Королевской опере Стокгольма, где проработала в течение всей карьеры. Джованна танцевала в классическом итальянском стиле и была способна выполнять самые сложные движения. Её первое выступление в Королевском балете вызвало оглушительные аплодисменты. Зрители отмечали её красоту, чёрные волосы, крепкое тело и благородные манеры. Гедвига Елизавета Шарлотта Гольштейн-Готторпская упомянула её в своих «Дневниках».
Среди ролей Джованны следует отметить Сесиль в La Rosiere de Salency и Нинетт в Ninette a la Tour (сезон 1786—1787 гг.), Надин в Le Triomphe de la Constance (сезон 1787—1788 гг.), выступала во Французском театре Густава III. Она давала уроки танцев, и её ученицами стали известные шведские балерины Ульрика Оберг и Маргарета Кристина Обергссон. Популярность и успех сделали Джованну богатой: имея вначале жалованье в 9 тыс. ливров, она покинула сцену, обладая состоянием в 30 тыс. риксдалеров.
Последнее выступление Джованны состоялось в июне 1794 года в постановке De två Savojarderna.

## Личная жизнь
В 1787 г. Джованна родила дочь Юханну Фредрику, предположительно от графа Адольфа Фредрика Мунка. Ходили упорные слухи, что Адольф Мунк был отцом и шведского короля Густава IV, некоторые даже усматривали сходство в чертах лица между принцем и Юханной, которая могла быть его сводной сестрой.
В 1792 году Адольф Мунк был лишён всех титулов и выслан из Швеции. Он обосновался в Италии, и Джованна последовала за ним в надежде, что он женится на ней и признает свою дочь. Мунк, однако, отказался, чем нанёс Джованне серьёзное оскорбление. Когда Мунк впоследствии указал Юханну Фредрику дочь бенефициаром своего завещания, Джованна отвергла его.
Находясь в Италии, Джованна получала большие суммы от регента шведского престола Густава Адольфа Рейтерхольма, будучи его агентом по расследованию деятельности Густава Армфельта в Италии. После этого Джованна в 1794 году вернулась в Швецию и некоторое время выступала в Королевском балете.
В том же году она вышла замуж за немецко-шведского торговца Петера Хинрика Шёна. Согласно брачному контракту муж должен был признать Юханну Фредрику своей дочерью, а также согласиться на раздельное владение имуществом. В браке у них родились трое сыновей.
Петер Шён обанкротился, но сумел накопить денег на поместье Ekholmsnäs в Лидингё. Джованна же провела остаток жизни как деловая женщина: она владела усадьбой, кирпичным заводом и фабрикой по выпуску снюса. Она жила со своей матерью и подругой, актрисой Элиз Дубеллой из Французского театра.
Джованна перешла в лютеранство в 1815 году. Ушла из жизни в 1834 году.